# Willy Jürissen
Willy Jürissen (Oberhausen, 13 maggio 1912 – Oberhausen, 30 ottobre 1990) è stato un calciatore tedesco, di ruolo portiere.

## Carriera
Con il LSV Amburgo giunse a disputare la finale della Tschammerpokal 1943, persa contro gli austriaci del First Vienna.